# Gosfrido do Maine
Gosfrido do Manie foi conde do Maine de 865 até 878, e marquês da Nêustria, a partir de 865 até 878. Morreu em 878. Era o filho mais novo de Rorgon I, conde do Maine e da sua esposa Bilichilda.
Em 861, Carlos, o Calvo (Rei da Frância Ocidental naquela época) criou as marcas da Nêustria (uma união da marca normanda e da marca bretanha), e confiou-as a Roberto, o Forte e a Adalardo, o Senescal. Gosfrido e o seu irmão mais velho, Rorgo II (conde do Maine na data), posicionados na região, viram Roberto, o Forte como uma ameaça ao seu poder e decidiram se revoltar, aliando-se a Salomão da Bretanha.
Em 865, Rorgo II morreu e Gosfrido sucedeu-o como conde do Maine. No mesmo ano, Carlos, o Calvo, retira a marca a Adalardo, e, em troca da sua submissão, faz a doação da mesma a Gosfrido.
Não há certezas sobre os seus filhos, mas pode concluir-se que teve no mínimo dois:
- Goslino († 914), conde do Maine;[1]
- Gosberto, conde citado em 912.

Gosfrido acabou por falecer em 878, com as suas honras a retornarem para um dos seus primos Ragenoldo de Herbauges, provavelmente porque os seus filhos, eram muito jovens para sucedê-lo.